# Старый еврей с мальчиком
«Старый еврей с мальчиком» («Слепой нищий с мальчиком») — картина известного испанского художника и скульптора Пабло Пикассо, написанная в 1903 году в Барселоне.

## Сюжет
На тёмно-синем фоне изображены нищие — старик и мальчик, которые воплощают в себе два наиболее беспомощных, незащищённых возраста — детство и старость. Пикассо изображает истощённого слепого старика. Мальчик, прижавшийся к нему, также кажется слепым, так неподвижны и мертвы его глаза. Они молчат, но мысленно разговаривают друг с другом. Несмотря на то, что старик незрячий, внутренний взор его проникает в самую сущность вещей и событий. Он видит весь ужас их положения.
Мальчик чувствует в старике единственную поддержку и надежду. Их всего двое на этом свете, не нужных никому людей, и только взаимная любовь помогает им выжить.

## Описание
Сюжет картины прост и незатейлив. Также конкретны и минимальны художественные средства. И старик, и мальчик одеты в лохмотья, они закутаны в старое одеяло. Из-под порванных брюк видны исхудалые до предела ноги нищего. Нечёсаная борода, старым платком повязанные волосы, впалые щеки — всё свидетельствует о бедности и долгом недоедании. Мальчик ест яблоко, наверное, единственное подаяние за день. Вся горечь и несправедливость мира выражены на этом холсте.
Чёткие линии напоминают скульптурное изображение. Отсутствие деталей только подчёркивает это. На синем фоне выделяются только лица героев и ноги старика. Ни одна лишняя деталь не отвлекает от этой выразительной группы.

## История
Картина — одно из самых характерных полотен знаменитого «голубого» периода. Она написана в 1903 году в Барселоне. Через некоторое время Пикассо переезжает в Париж, где это произведение покупает Сергей Иванович Щукин, московский купец и коллекционер. В 1918 году его коллекция была национализирована, и в результате картина оказалась в Государственном музее изобразительных искусств имени Пушкина, в Москве, на Волхонке. Сейчас картина выставлена в Галерее искусства стран Европы и Америки XIX—XX веков.